# Копуляція Стілле
Копуля́ція Сті́лле (рос. сочетание Стилле, англ. Stille coupling) — каталізована сполуками паладію хімічна реакція крос-копуляції органостананів з органічними галогенідами, псевдогалогенідами, ацетатами або перфторованими сульфонатами:
R3Sn-R1 + R1-X → R1-R2 + R3Sn-X,
де R1 — алкініл, алкеніл, алкіл, арил, бензил;

R2 — ацил, алкеніл, аліл, бензил, арил;

Х — Cl, Br, I, OCOCH3, OSO2(CnF2n+1); (n= 0, 1, 4).
Каталізаторами є сполуки Pd(PPh3)4, PhCH2Pd(PPh3)2Cl;